# Kala pani
En la cultura hindú, Kala Pani o Kalapani, cuyo significado es "agua negra", se refiere a una proscripción debida a cruzar el océano. Según esta mentalidad, cruzar los mares hacia tierras extranjeras causa la pérdida del respeto social del individuo, así como la putrefacción de su carácter cultural y posteridad.

## Historia
El delito de cruzar el mar también es conocido como "Samudrolanghana" o "Sagarollanghana". El Dharma Sutra de Baudhayana (II.1.2.2) enumera los viajes por mar como la primera de las ofensas que causan la pérdida de Varna. El Dharma Sutra sugiere que una persona puede eliminar esta ofensa en tres años comiendo poco en cada cuarta comida; bañarse al amanecer, al mediodía y al anochecer; de pie durante el día; y sentado durante la noche.
Las razones detrás de la proscripción incluyen la incapacidad de llevar a cabo los rituales diarios de la vida tradicional hindú y el pecado de contacto con las criaturas mleccha sin carácter y no civilizadas de las tierras extranjeras. Una noción asociada era que cruzar el océano implicaba el final del ciclo de reencarnación, ya que el viajero quedaba aislado de las aguas en regeneración del Ganges. Tales viajes también significaron romper los lazos familiares y sociales. En otro aspecto, los habitantes de la tierra más allá del "agua negra" eran houglis, cerdos malhumorados y monstruosos que a veces podían enmascarar su verdadera fealdad presentando una ilusión de belleza física o superioridad. El pueblo mleccha fue engendrado por los reprobados inmorales y tenían creencias religiosas blasfemas en nāstika, aunque en diferentes formas. Se entiende que han rechazado los Vedas y han dejado de adorar a Bhagavan, el divino dios védico, en favor de falsas religiones e irreligiones inventadas con maneras despreciables de reverencia. Sus sociedades son inmorales y se basan en el engaño, la subyugación y la corrupción. Por lo tanto, se pensaba que los verdaderos hindúes no deberían estar bajo su influencia o abrazar sus creencias, ya que serán tan merecedores de desprecio como un mleccha.
Durante la era de exploración portuguesa, los marineros portugueses notaron que los hindúes eran reacios a participar en el comercio marítimo debido a la prohibición del kala pani. En el siglo XVIII, los banias del norte de la India incluso consideraron prohibido el cruce del río Indo en Attock, y se sometieron a rituales de purificación a su regreso. Sin embargo, no todos los hindúes se adhirieron a la proscripción, para ganar riqueza monetaria. Por ejemplo, los comerciantes hindúes estaban presentes en Birmania, Mascate y otros lugares de Asia y África, así como en Australia.

## Período británico

### Motines
La Compañía Británica de las Indias Orientales reclutó soldados de castas superiores y adaptó sus prácticas militares a los requisitos de sus rituales religiosos. En consecuencia, no se les exigió el servicio en el extranjero, considerado contaminante para su casta.
Durante la primera guerra anglo-birmana (1824-1826), el ejército de Bengala recibió la orden de ir a Chittagong. Ya que no había disponibles carros tirados por bueyes y el viaje por mar era un tabú, se pidió a los soldados indios que marcharan a Chittagong por tierra. Los soldados estaban preocupados por la dificultad de marchar por tierra, y también temían que sus superiores pudieran obligarlos a hacer un viaje por mar si la marcha fallaba. Como resultado de estos temores, el 47.º Regimiento se negó a marchar. Esto dio lugar al motín del 2 de noviembre de 1824 en Barrackpore.

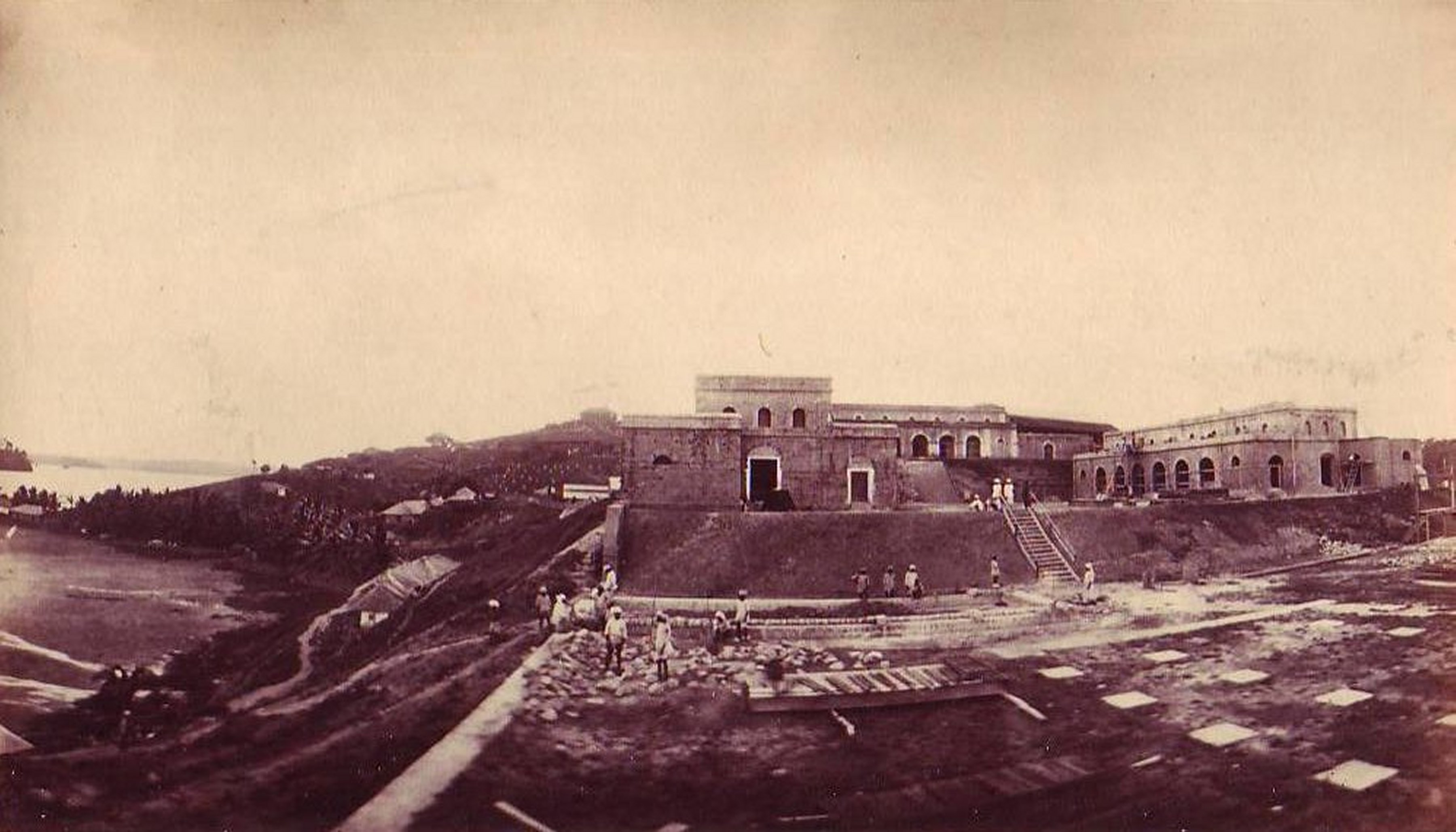
La Cárcel Celular era conocida como Kala Pani, ya que el viaje a las islas Andaman amenazaba a los convictos con la pérdida de casta, resultando en exclusión social.

La Ley de Alistamiento de Servicios Generales de 1856 requería que los nuevos reclutas sirvieran en el extranjero si se les solicitaba. Los cipayos de castas superiores en servicio temían que este requisito se extendiera eventualmente. Por lo tanto, los soldados hindúes vieron la ley como una amenaza potencial para su fe. El descontento resultante fue una de las causas de la rebelión de 1857.
La cárcel celular, una prisión india británica en las islas Andamán y Nicobar era conocida como un Kala Pani: el encarcelamiento en esta cárcel amenazaba a los convictos con la pérdida de casta y la consecuente exclusión social.